# Le Misanthrope
Le Misanthrope of De Mensenhater is een komedie in vijf akten van de Franse schrijver Molière, opgevoerd voor de eerste maal op 4 juni 1666 in het théâtre du Palais-Royal in Parijs.

## Samenvatting
Alceste, het hoofdpersonage, heeft een hekel aan de hele mensheid en hekelt hypocrisie, lafheid en compromissen, maar houdt van Célimène, een flirterige en lasterlijke jonge weduwe. Hij is geliefd bij Arsinoé, de preutse, en Eliante, de oprechte.

### Akte 1
Alceste spreekt zijn vriend Filinte aan, nadat hij een onbekende had omhelst bij het afscheid nemen. Hij gaat verder en beweert dat het achten van iedereen hetzelfde is als het achten van niemand, en dat deze ondeugd nu het voorrecht is van alle mensen van deze tijd. Op scène komt Oronte, een andere minnaar van Célimène, die hun mening vraagt over een 
zelfgeschreven sonnet. Filinte zegt, uit zelfgenoegzaamheid, dat hij er dol op is, maar Alceste vindt het maar niets. Oronte is geïrriteerd en er breekt een ruzie uit.

### Akte 2
Alceste spreekt zijn gevoelens uit voor Célimène, als twee andere pretendenten op scène verschijnen, markies Acaste en markies Clitandre. Célimène speelt met hen, wat Alceste jaloers en woedend maakt. De scene wordt onderbroken door een bode, die aankondigt dat Alceste voor de rechtbank is gedaagd voor de affaire van het sonnet van Oronte.

### Akte 3
De akte begint met de twee markiezen, die er beide van overtuigd zijn, het hart van Célimène te hebben veroverd. Daarna hebben Célimène en Arsinoé, verliefd op Alceste, een onderhoud, waarbij ze elkaar vertellen, dat er achter hun rug wordt geroddeld. Het gesprek eindigt in wederzijdse beschuldigingen. Célimène vertrekt, Alceste komt binnen. Arsinoé laat haar gevoelens voor Alceste blijken en maakt Célimène zwart.

### Akte 4
Filinte praat met Eliante over het proces tegen Alceste, waarvan hij getuige was, dat gelukkig eindigde met de verzoening van de twee partijen, maar dat Alceste trots weigerde zich te verontschuldigen bij Orontes, laat staan om zijn mening over zijn sonnet te veranderen. Alceste komt op scene en zegt tegen de twee andere dat Célimène hem bedriegt. Daarna komt Célimène op scene en Alceste overhandigt een brief van haar gericht aan een geliefde. Célimène ontkent niet, maar antwoordt dat deze brief ook aan een goede vriend kan zijn gericht, aangezien er geen naam wordt vermeld aan wie de brief is gericht. 

### Akte 5
Uiteindelijk wordt Alceste, dan toch veroordeeld tot het betalen van een boete van 20 000 frank. Alcestis is nu nog meer vervuld van verdriet en wrok jegens de samenleving waarin hij leeft. Hij komt dan tot de conclusie dat hij zich moet terugtrekken in een privé en eenzaam leven, weg van de rest van de wereld. De akte eindigt met alle personages op scene. Het laatst komen de twee markiezen op met elk een brief van Célimène. Célimène is nu verplicht op te biechten van wie ze houdt. Na het geven van haar menig druipt iedereen af, behalve Alceste. Alceste, in een laatste pijnlijke poging tot verzoening met Célimène, belooft haar, dat hij bereid is alles te vergeten, indien ze met hem zou trouwen en  zich zou terugtrekken, weg van de samenleving. Célimène kan leven met een schijnhuwelijk, maar zich terugtrekken uit de samenleving is te veel gevraagd. Alceste wordt afgewezen en verlaten van zijn vrienden.

## Rolverdeling
- Alceste, de misantroop, geliefde van Célimène.
- Filinte, vriend van Alceste.
- Oronte, geliefde van Célimène.
- Célimène, verleidster.
- Éliante, nicht van Célimène.
- Arsinoé, rivale van Célimène.
- Acaste, markies, geliefde van Célimène.
- Clitandre, markies, geliefde van Célimène.

## Tekst
- tekst in het Frans